# Passief en actief in het Latijn
Een zin kan actief of passief zijn. Bijvoorbeeld:
- De slaaf ziet de tempel. (actief)
- De tempel wordt door de slaaf gezien. (passief)

Dit kan in het Nederlands, maar ook in het Latijn.

## Verschil tussen passief en actief (genera verbi)
Neem als voorbeeld de twee zinnen hierboven. De inhoud is feitelijk hetzelfde; er wordt hetzelfde bedoeld. De grammaticale vorm verschilt echter. In de eerste zin is de slaaf het onderwerp van de zin; in de tweede is de tempel het onderwerp.
- De eerste zin is daarom een actieve zin: het grammaticale onderwerp van de zin (de slaaf) is ook degene die de handeling (zien) verricht.
- De tweede zin is een passieve zin: het grammaticale onderwerp van de zin (de tempel) is natuurlijk niet degene die de handeling verricht.

## Vorming in het Latijn

### Praesens Passief
| praesens      | praesens      | praesens     | praesens       | praesens                       | praesens | praesens | praesens | praesens |
| a-stam        | e-stam        | i-stam       | mk-stam        | vertaling vocare               |          |          |          |          |
| ------------- | ------------- | ------------ | -------------- | ------------------------------ | -------- | -------- | -------- | -------- |
| vocor         | timeor        | audior       | regor          | ik word geroepen               |          |          |          |          |
| vocaris       | timeris       | audiris      | regeris        | jij wordt geroepen             |          |          |          |          |
| vocatur       | timetur       | auditur      | regitur        | hij - zij - het wordt geroepen |          |          |          |          |
| vocamur       | timemur       | audimur      | regimur        | wij worden geroepen            |          |          |          |          |
| vocamini      | timemini      | audimini     | regimini       | jullie worden geroepen         |          |          |          |          |
| vocantur      | timentur      | audiuntur    | reguntur       | zij worden geroepen            |          |          |          |          |
| Nederlands    |               |              |                |                                |          |          |          |          |
| word geroepen | word gevreesd | word gehoord | word geregeerd |                                |          |          |          |          |
| Infinitivus   |               |              |                |                                |          |          |          |          |
| vocare        | timere        | audire       | regere         | te worden geroepen             |          |          |          |          |

De algemene regel voor het vormen van het Praesens Passivum is: praesensstam + pup (persoonsuitgangen passief)

de pups zijn als volgt:

-or    -mur

-ris   -mini

-tur   -ntur

### Imperfectum Passief
| imperfectum   | imperfectum   | imperfectum  | imperfectum    | imperfectum                   | imperfectum | imperfectum | imperfectum | imperfectum |
| a-stam        | e-stam        | i-stam       | mk-stam        | vertaling vocare              |             |             |             |             |
| ------------- | ------------- | ------------ | -------------- | ----------------------------- | ----------- | ----------- | ----------- | ----------- |
| vocabar       | timebar       | audiebar     | regebar        | ik werd geroepen              |             |             |             |             |
| vocabaris     | timebaris     | audiebaris   | regebaris      | jij werd geroepen             |             |             |             |             |
| vocabatur     | timebatur     | audiebatur   | regebatur      | hij - zij - het werd geroepen |             |             |             |             |
| vocabamur     | timebamur     | audiebamur   | regebamur      | wij werden geroepen           |             |             |             |             |
| vocabamini    | timebamini    | audiebamini  | regebamini     | jullie werden geroepen        |             |             |             |             |
| vocabantur    | timebantur    | audiebantur  | regebantur     | zij werden geroepen           |             |             |             |             |
| Nederlands    |               |              |                |                               |             |             |             |             |
| werd geroepen | werd gevreesd | werd gehoord | werd geregeerd |                               |             |             |             |             |

De algemene regel voor het vormen van het Imperfectum Passief is: praesensstam + (e)ba + pup

### Perfectum Passief
| perfectum    | perfectum    | perfectum                        | perfectum | perfectum | perfectum | perfectum | perfectum | perfectum |
| are-stam     | ere-stam     | vertaling vocare                 |           |           |           |           |           |           |
| ------------ | ------------ | -------------------------------- | --------- | --------- | --------- | --------- | --------- | --------- |
| vocatus sum  | timetus sum  | ik werd/ben geroepen             |           |           |           |           |           |           |
| vocatus es   | timetus es   | jij werd/bent geroepen           |           |           |           |           |           |           |
| vocatus est  | timetus est  | hij - zij - het werd/is geroepen |           |           |           |           |           |           |
| vocati sumus | timeti sumus | wij werden/zijn geroepen         |           |           |           |           |           |           |
| vocati estis | timeti estis | jullie werden/zijn geroepen      |           |           |           |           |           |           |
| vocati sunt  | timeti sunt  | zij werden/zijn geroepen         |           |           |           |           |           |           |
| Infinitivus  |              |                                  |           |           |           |           |           |           |
| vocatum      | timetum      | geroepen zijnde                  |           |           |           |           |           |           |
| vocatum esse | timetum esse | geroepen te zijn                 |           |           |           |           |           |           |

De algemene regel voor het vormen van het Perfectum Passief is: p.p.p. + praesens van esse

Het p.p.p. wordt gevormde door achter de praesensstam de uitgang -tum te zetten.

Net als bij het actieve perfectum mag je het perfectum passief vertalen met ik werd..., maar dat kun je beter vertalen bij het imperfectum passief. Het beste kun je ik ben... vertalen.

### Plusquamperfectum Passief
| vocatus eram  | timetus eram  | ik was geroepen              |
| vocatus eras  | timetus eras  | jij was geroepen             |
| vocatus erat  | timetus erat  | hij - zij - het was geroepen |
| vocati eramus | timeti eramus | wij waren geroepen           |
| vocati eratis | timeti eratis | jullie waren geroepen        |
| vocati erant  | timeti erant  | zij waren geroepen           |

De algemene regel voor het vormen van het Plusquamperfectum Passief is: p.p.p. + imperfectum van esse

### Futurum Passief
| Vocabor    | Timebor    | Audiar    | Regar    | ik zal geroepen worden        |
| Vocaberis  | Timeberis  | Audieris  | Regeris  | jij zult geroepen worden      |
| Vocabitur  | Timebitur  | Audietur  | Regetur  | hij zal geroepen worden       |
| Vocabimur  | Timebimur  | Audiemur  | Regemur  | wij zullen geroepen worden    |
| Vocabimini | Timebimini | Audiemini | Regemini | jullie zullen geroepen worden |
| Vocabuntur | Timebuntur | Audientur | Regentur | zij zullen geroepen geworden  |

De algemene regel voor het vormen van het Imperfectum Passief is: praesensstam + (e)b + tussenklinker + pup

### Futurum Exactum Passief
| vocatus ero   | timetus ero   | ik zal geroepen zijn        |
| vocatus eris  | timetus eris  | jij zult geroepen zijn      |
| vocatus erit  | timetus erit  | hij zal geroepen zijn       |
| vocati erimus | timeti erimus | wij zullen geroepen zijn    |
| vocati eritis | timeti eritis | jullie zullen geroepen zijn |
| vocati erunt  | timeti erunt  | zij zullen geroepen zijn    |

Je kan het futurum II passief zo vormen:

Het Participium Perfectum Passief + Het Futurum Simplex van het werkwoord esse.

## Verschil tussen (plusquam)perfectum passief en actief
Perfectum
1. Romani virum vocaverunt (perf. act.) - De Romeinen hebben de man geroepen.
2. A Romanis vir vocatus est (p.p.p.) - Door de Romeinen is de man geroepen.

Plusquamperfectum
1. Romani virum vocaverant (plq. perf. act.) - De Romeinen hadden de man geroepen.
2. A Romanis vir vocatus erat (p.p.p.) - Door de Romeinen was de man geroepen.

Het P.P.P.(+quam) kun je meestal herkennen aan het voorzetsel a of ab (vertaald als door) dat gevolgd wordt door een ablativus=ablatief en aan de imperfectum-vorm van esse.